# Аргунь
Аргу́нь (в верхнем течении — Хайла́р; бур. Υргэнэ, монг. Эргүнэ, эвенк. Ергэне, кит. 额尔古纳河) — река в Китае и России, правая составляющая Амура. По части реки проходит российско-китайская граница.

## Этимология
Современная транскрипция названия реки происходит от эвенк. Ергэне — «извилистая река». В переводе с монг. Эргүнэ — означает «широкий». На китайском языке она называется Эргуньхэ (река Эргунь), в верховьях известна как Хайлар. Существует другое, менее вероятное объяснение происхождения названия реки. Забайкальский краевед и врач Н. Кашин писал в своей статье «Несколько слов об Аргуни», что «монголы зовут её не Аргунью, а Аргуном, что значит: приторный, жирный».
Существовали и другие транскрипции: Эргунэ (у монголов), Аргуна (у Рашид ад-Дина), Ургену (в хронике Т. Тобоева), Эргунь (у краеведа И. Юренского, 1852), Аргонь (у гольдов, по Максимовичу). У русских впервые название этой реки встречается: на «Чертеже Сибири» 1667 года как Аргуня, на «Чертеже» 1698 года как река Аргуна.

## География

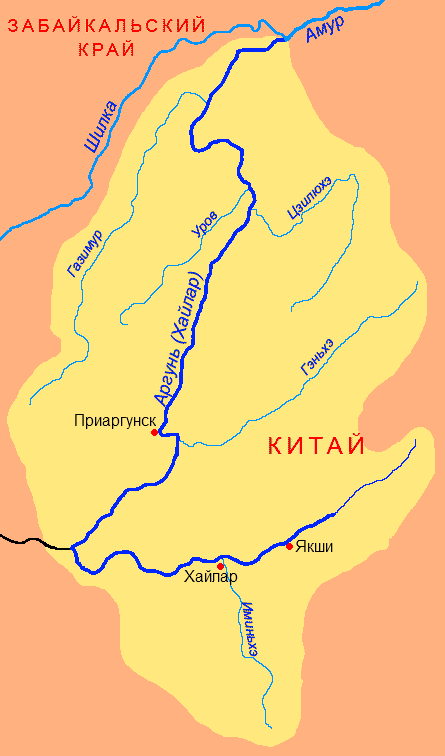
Бассейн Аргуни

Длина реки — 1620 км, площадь её водосборного бассейна — 164 000 км². Берёт своё начало в горах Большого Хингана и на протяжении 669 километров протекает по территории Китая, где называется Хайларом (Хайлархэ). Далее 951 километр пограничная река между Россией и Китаем. По выходе из Китая имеет широкую долину с обширной поймой; ближе к устью долина сужается. Сливаясь с рекой Шилкой образует реку Амур.
Некоторые исследователи относят озеро Далайнор к бассейну Аргуни, тогда её водосборная площадь достигает 285 тысяч км². Истоком можно считать реку Керулен и тогда длину равной 2311 км, либо место слияния Хайлара и Мутной протоки. Мутная протока (ранее текла река Даланелуому, перекрытая в 1958 году) лишь эпизодически связывает Далайнор с Аргунью.
Основное питание дождевое. В годы, изобилующие осадками, река соединяется с бассейном озеро Далайнор. Замерзает в конце ноября, вскрывается в начале мая.
Судоходство нерегулярное. Со 2-й половины XVII века по Аргуни шли торговые пути из Сибири к центрам Восточного Китая.

## Притоки
Крупные притоки:
- левые — Уров, Урюмкан, Газимур
- правые — Гэньхэ (Ган), Нюэрхэ, Цзилюхэ

(расстояние от устья)

| - 42 км: река Жегдочи - 48 км: водоток падь Кутикан - 52 км: водоток падь Секаниха - 66 км: река Лубия - 73 км: река Чекая - 82 км: река Лугакан - 91 км: река Джелир - 98 км: река Мельничная - 110 км: река Газимур - 123 км: водоток падь Чимбурауча - 126 км: водоток падь Кулинда - 138 км: водоток падь Аркима - 145 км: водоток падь Типкурауча - 148 км: водоток падь Альза - 151 км: река Будюмкан - 176 км: река Урюмкан - 181 км: река Лубия - 191 км: водоток падь Большая Яроничная (Долгая) - 202 км: река Калтарма - 231 км: река Джеин - 235 км: водоток падь Диргича - 242 км: водоток падь Данькова - 247 км: водоток падь Студеная - 253 км: река Жиргода - 254 км: водоток падь Каменка | - 271 км: река Уров - 305 км: водоток падь Каменка - 335 км: водоток падь Джоктанга - 355 км: река Записина - 356 км: река Кочковка - 368 км: река Мулачи - 372 км: река Середянка - 387 км: водоток падь Камара - 394 км: водоток падь Сыровая - 399 км: водоток падь Борщевка - 401 км: водоток падь Ишага - 426 км: водоток падь Олочи (Олоча) - 428 км: водоток падь Онохой - 434 км: река Серебрянка - 443 км: водоток падь Чалбучи - 470 км: водоток падь Малая Килга - 480 км: водоток падь Баксакан - 504 км: река Нижняя Борзя - 511 км: река Средняя Борзя - 512 км: водоток падь Большой Коруй - 549 км: река Карабон - 566 км: водоток падь Большая Заргольская - 574 км: река Верхняя Борзя (Талман-Борзя, Левая Борзя) - 607 км: река Урулюнгуй - 744 км: водоток протока Дурой - 925 км: водоток протока Прорва (пр. Абагайтуевская) |

## Природа
В бассейне Аргуни обитает около шестидесяти видов рыб, в том числе промысловые — белый амур, сазан, кета и другие.

## Экологическое состояние
В 2007 году Аргунь характеризовалась наихудшим в Забайкальском крае качеством воды, особенно в зимний период, что обусловлено влиянием источников загрязнения, расположенных на территории Китая.